# Sebastián Cancelliere
Pas d'image ? Cliquez ici

a Compétitions nationales et continentales officielles uniquement.

b Matchs officiels uniquement.
Dernière mise à jour le 11 novembre 2024.
Sebastián Cancelliere, né le 17 septembre 1993 à San José (États-Unis), est un joueur international argentin de rugby à XV et international de rugby à sept jouant au poste d'ailier aux Glasgow Warriors en United Rugby Championship depuis 2021.
Il commence sa carrière en 2012 avec le Hindú Club, son club formateur où il joue jusqu'en 2017. En parallèle, il obtient ses premières sélections avec l'équipe d'Argentine de rugby à sept. De 2018 à 2021 il joue aux Jaguares puis rejoint l'Europe et s'engage avec les Glasgow Warriors.

## Biographie

### Jeunesse et formation
Sebastián Cancelliere naît le 17 septembre 1993 à San José, aux États-Unis, de parents argentins, qui se sont installés dans ce pays pour le travail. En 1994, alors qu'il n'a pas encore un an, Sebastián Cancelliere retourne en Argentine avec ses parents et grandit à Buenos Aires, où il commence à jouer au rugby à XV. Il fait ensuite sa formation au Hindú Club.
Son frère ainé, Martín est également joueur professionnel de rugby à XV. Il a joué au poste d'arrière pour le Hindú Club, Ceibos et les Jaguares.

### Débuts au Hindú Club et international à sept puis à XV (2012-2017)
Sebastián Cancelliere fait ses débuts avec le Hindú Club en milieu d'année 2012, lors d'une rencontre de championnat de l'URBA contre le Club Champagnat (en). Pour sa première saison, il participe à trois rencontres. Cette saison, son club remporte le championnat en battant le La Plata RC 15 à 9 en finale. Bien qu'il n'y participe pas, Cancelliere remporte le premier trophée de sa carrière. L'année suivante, son club retrouve la finale du championnat de l'URBA, mais est cette fois vaincu 11 à 9 par le Club Universitario de Buenos Aires.
En 2015, Sebastián Cancelliere remporte dans un premier temps le Nacional de Clubes en battant le Club Newman 27 à 25 en finale. Il inscrit un essai durant la partie. Il remporte ensuite le Championnat de l'URBA en marquant les deux seuls essais de son équipe en finale, permettant ainsi aux siens de battre le Club Universitario de Buenos Aires sur le score de 24 à 0. Il termine aussi meilleur marqueur d'essais de la saison avec dix-neuf réalisations en quinze matchs. En fin d'année, il est sélectionné pour la première fois avec l'équipe d'Argentine de rugby à sept pour les deux premières étapes des World Rugby Sevens Series 2015-2016 à Dubaï puis au Cap.
En tout début d'année 2016, il participe à la préparation pour la saison 2016 de Super Rugby avec les Jaguares. Il ne fait toutefois pas partie de l'effectif disputant la compétition et continue donc de jouer avec le Hindú Club. Il est ensuite rappelé avec la sélection argentine à sept pour le Sevens Viña del Mar, un tournoi amical se déroulant au Chili, avant de retourner avec l'équipe principale pour les tournois de Hong Kong et Singapour. Au mois de mai, il dispute la finale du Nacional de Clubes contre le Belgrano Athletic Club et marque un doublé, permettant la victoire de son équipe sur le score de 38 à 23. Après ce titre, il est convoqué en équipe d'Argentine pour des match contre l'Uruguay puis le Chili,. Il connaît sa première cape contre l'Uruguay. Après ces deux rencontres, il est appelé avec l'équipe d'Argentine XV, l'équipe réserve du pays, pour la Coupe des nations 2016. En fin d'année, le Hindú Club atteint la finale du championnat de l'URBA et fait face une nouvelle fois au Belgrano AC. Cancelliere est titulaire à la mêlée mais les siens sont battus 25 à 10.
Au mois de janvier 2017, il est de nouveau sélectionné avec l'Argentine XV pour le Americas Rugby Championship. Il joue cette compétition au poste de demi de mêlée et est la révélation du tournoi. Il marque un total de cinq essais en autant de matchs, dont un triplé contre l'Uruguay. Il retourne ensuite jouer pour le Hindú Club avec qui il remporte le Nacional de Clubes pour la troisième année consécutive après avoir battu le Tala Rugby Club en finale sur le score de 20 à 10 avec un nouvel essai marqué par Cancelliere lors d'une finale. À la suite de cette victoire, il retourne avec l'équipe d'Argentine XV pour la Sudamérica Rugby Cup (es). En s'imposant 38 à 33 en finale contre l'Uruguay, les Argentins remportent cette compétition. Cancelliere était titulaire à l'aile pour cette finale. Moins d'un mois plus tard, il remporte l'Americas Pacific Challenge avec cette même équipe réserve. Il réalise encore une fois de très bonnes performances durant cette compétition, jouant aussi bien demi de mêlée qu'ailier. Il termine meilleur marqueur d'essais avec cinq réalisations.

### Passage aux Jaguares et international à XV (2017-2021)
Après de nombreuses excellentes performances avec la réserve argentine, Sebastián Cancelliere est sélectionné pour la seconde fois de sa carrière en équipe d'Argentine, pour la tournée d'automne 2017. Il est alors préféré à Felipe Ezcurra. Il obtient sa troisième cape avec les Pumas le 11 novembre 2017, lorsqu'il entre en jeu face à l'Angleterre au cours du premier match de cette tournée. Les Argentins sont vaincus 21 à 8. Le même jour, le Hindú Club remporte le championnat de l'URBA après une victoire 27 à 20 contre l'Alumni, malgré l'absence de Cancelliere. Pour le match international suivant, contre l'Italie, Cancelliere prend la place de Ramiro Moyano au poste d'ailier dans le XV de départ argentin et connaît ainsi sa première titularisation en sélection. Il marque à cette occasion son cinquième essai international. À la fin de cette année 2017, il est nommé pour le prix du Joueur argentin de l'année, avec Pablo Matera et Emiliano Boffelli. Ce prix est finalement remporté par Boffelli.
À partir de l'année 2018, il fait partie de l'effectif des Jaguares, évoluant en Super Rugby. Avec l'inclusion du demi de mêlée Felipe Ezcurra dans le groupe, Cancelliere est ainsi amené à jouer au poste d'ailier avec cette franchise. À la suite d'une blessure de Ramiro Moyano, il fait ses débuts en Super Rugby à l'occasion de la troisième journée de la saison 2018, entrant en jeu dans une défaite 9 à 34 contre les Hurricanes,. Plus tard dans l'année, il est sélectionné avec les Pumas pour la tournée estivale. Il participe à trois rencontres de cette tournée : deux contre l'Écosse et une contre le pays de Galles. Il fait ensuite son retour avec les Jaguares pour finir la saison de Super Rugby. La franchise argentine est éliminée en quart de finale par les Lions. Après cette défaite, il est convoqué en équipe nationale pour le Rugby Championship. Dans cette compétition, il dispute un match contre la Nouvelle-Zélande et un contre l'Australie. En fin d'année, il joue un match amical perdu 14 à 9 contre l'Écosse dans le cadre de la tournée de novembre.
Durant la saison 2019 de Super Rugby, les Jaguares se qualifient en finale où ils font face aux Crusaders. Cancelliere commence la rencontre sur le banc des remplaçants, Moyano lui étant préféré à son poste. Il entre en deuxième période mais ne peut pas empêcher la défaite des siens 19 à 3. Puis, il est titularisé avec l'Argentine pour un match de préparation à la Coupe du monde 2019 contre l'Afrique du Sud. Il n'est ensuite pas retenu dans le groupe final participant à ce Mondial, alors qu'il avait été présélectionné dans un groupe élargi,.
Après la pandémie de Covid-19, il participe à la saison 2021 de la Súperliga Americana avec les Jaguares XV. Après une saison invaincue, les Argentins arrivent en finale de la compétition et doivent affronter les Uruguayens de Peñarol Rugby. Cancelliere est titulaire au poste d'ailier dans cette finale qui voit les Jaguares s'imposer 36 à 28. Ils deviennent ainsi la toute première équipe à remporter cette nouvelle compétition. Avec treize essais marqués en seulement neuf matchs joués, Sebastián Cancelliere termine meilleur marqueur d'essais de la Súperliga Americana.

### Transfert en Europe aux Glasgow Warriors (depuis 2021)
Avant la reprise de la saison 2021-2022, Sebastián Cancelliere quitte son pays natal et rejoint l'Europe où il s'engage avec l'équipe écossaise des Glasgow Warriors. Il est alors âgé de 27 ans. Il marque ses deux premiers essais avec sa nouvelle équipe lors de la quatorzième journée de United Rugby Championship, en inscrivant un doublé dans une défaite 32 à 28 contre Cardiff Rugby.
Lors de sa deuxième saison en Écosse, en 2022-2023, son équipe atteint la finale de la Challenge Cup où elle affronte le RC Toulon. Pour cette rencontre, il est titulaire, marque le deuxième essai de son équipe qui est cependant battue sur le score de 43 à 19,. Il réalise une saison complète, marquant dix essais en dix-sept matchs. Durant l'été qui suit, il participe à un match de préparation à la Coupe du monde 2023 avec l'Argentine XV contre le Chili. Il est titulaire et inscrit un essai dans une victoire 40 à 13. Il n'est toutefois pas retenu dans le groupe argentin pour le Mondial.
Durant la saison 2023-2024, les Glasgow Warriors éliminent les Stormers en quarts de finale du championnat après un essai de Cancelliere. En demi-finale, il marque l'essai qui qualifie son équipe en finale, permettant aux siens de l'emporter 17 à 10 contre le Munster. Pour la finale, contre les Bulls, Cancelliere est titularisé et son équipe s'impose 21 à 16, remportant la compétition pour la deuxième fois de son histoire après 2015,.

## Palmarès

### En club
- Hindú Club
  - Vainqueur du Championnat de l'URBA en 2012, 2015 et 2017
  - Finaliste du Championnat de l'URBA en 2013 et 2016
  - Vainqueur du Nacional de Clubes en 2015, 2016 et 2017

- Jaguares
  - Finaliste du Super Rugby en 2019
  - Vainqueur de la Súperliga Americana en 2021

- Glasgow Warriors
  - Finaliste de la Challenge Cup en 2023
  - Vainqueur du United Rugby Championship en 2024

### En sélection nationale
- Argentine XV
  - Vainqueur de la Sudamérica Rugby Cup (es) en 2017
  - Vainqueur du Americas Pacific Challenge en 2017

### Distinctions personnelles
- Meilleur marqueur d'essais du Championnat de l'URBA en 2015 (19 essais)
- Meilleur marqueur d'essais de la Sudamérica Rugby Cup (es) en 2017 (5 essais)
- Meilleur marqueur d'essais de la Súperliga Americana en 2021 (13 essais)